# Caféracer
| De Triton is een schoolvoorbeeld van een café-racer. Tritons waren meestal zelfbouwmotoren met een Triumph-motorblok en een Norton frame |
| Klassiek uitziende café-racer, die echter gemaakt is op basis van het blok van een moderne Moto Guzzi Sport 1100                         |

Caféracer is een motorfietsclassificatie.
Het gaat bij caféracers (of café racers) meestal om een tot sportmodel omgebouwde standaardmotor, waarbij aanzienlijke concessies gedaan zijn aan het comfort. Het is genoemd naar The Ace Cafe, een ontmoetingspunt van motorrijders in Engeland in de jaren vijftig. De café racer was een bekend fenomeen in de zogenaamde "Rocker" subcultuur. De term "racer" is ontstaan uit het feit dat er destijds flink werd geracet met deze omgebouwde motorfietsen, meestal van café naar café. In de Verenigde Staten worden ze canyon racer genoemd.
Caféracers werden vroeger vaak zelf gebouwd bij gebrek aan sportieve uitvoeringen van een motorfiets. Het doel van de eigenaren was om de motor lichter en sneller te maken en om in ieder geval "ton-up" te halen: de snelheid van minimaal 100 mijl per uur. Typische kenmerken van een caféracer zijn: een eenpersoonszadel, stuur met lage handvatten, kleinere tank en omhoogstaande (sport)uitlaten. Een van de bekendste modellen is de Triton; een combinatie van een Triumph Bonneville motor ("Tri") en een Norton Featherbed frame ("Ton").
Diverse bedrijven waren (en zijn) gespecialiseerd in ombouwsets (Paul Dunstall, Rickman Métisse). Tegenwoordig wordt vaak samengewerkt met de fabrieken, bijvoorbeeld door Bimota (met Yamaha en Ducati) en Hyde (met Triumph). Daarnaast leveren merken ook zogenaamde "moderne" café racers. Dit zijn nieuwe motorfietsen welke gebaseerd zijn op de klassieke café racers. Bekende voorbeelden hiervan zijn de Triumph Thruxton en Moto Guzzi V7 Racer.
Evenementen voor liefhebbers van caféracers zijn in België de Seventies Cycles Run te Eeklo, Fly Low, BBA meeting, maar ook het jaarlijkse treffen 'De Brug' in Leuven (Engels Plein), onder het motto: "Wie het Oude niet begeert, weet niet wat hij mankeert". Eveneens in België vindt men in de Denderstreek caféracerclub de T-Birds en in het Antwerpse Westmalle d'Oolezoapers... In Nederland is er de caféracerdag te Achterveld. Ook is er in Nederland de Road Rocket Club. De laatste jaren is de subcultuur voor caféracers sterk gegroeid, mede dankzij websites zoals The Bike Shed, Bike EXIF en BikeBrewers. Wereldwijd ontstaat er steeds meer interesse in een uniek gebouwde motorfiets en worden er overal diverse evenementen georganiseerd die in het teken staan van deze "Custom" motorfietsen.